# Cominotto
Cominotto (en maltés Kemmunett), también conocida como Cominetto es un islote deshabitado del archipiélago de Malta, en el mar Mediterráneo, y pertenece a la República de Malta. Está situado en la costa norte de la isla de Malta, a 100 metros de la isla Comino. Tiene 0,25 km² de área.
Entre Comino y Cominotto se encuentra la Laguna Azul (en maltés: Bejn il-Kmiemen, que significa "Entre los Cominos"). 
Diariamente recibe una gran cantidad de turistas, atraídos por su aspecto pintoresco, así como por sus blancas playas y su rica vida marina.